# Delfingen
Delfingen Industry es un proveedor automotriz global que se especializa en soluciones de protección de redes a bordo y tubos técnicos para transferencia de fluidos, comercializando sus productos a fabricantes de automóviles, fabricantes de equipos e industriales. Delfingen está presente en 4 continentes con más de treinta establecimientos, incluidos 23 sitios de producción y 9 centros de I+D. La empresa cuenta con más de 3.800 empleados.
Delfingen Industry es una multinacional francesa que cotiza en la Bolsa de Valores de París (Euronext Growth). Su sede se encuentra en Anteuil en el departamento de  Doubs.

## Actividades
Delfingen se dedica a la transformación de plásticos desde 1954. La empresa diseña y suministra soluciones:
- Para el mercado automotriz: fundas y sistemas de protección para arneses eléctricos, tubos y mangueras para turismos, vehículos utilitarios y vehículos pesados; tubos técnicos para la transferencia de fluidos en vehículos;[3] perfiles y componentes de fijación para asientos de automóviles y molduras interiores.
- Para mercados industriales: fundas aislantes y tubos de protección (energía, vivienda, material eléctrico, etc.), textiles técnicos de altas prestaciones (movilidad y seguridad, medioambiente, médico, elevación.)

En 2018, Delfingen produjo 80 % de su facturación en el sector del automóvil. Como OEM de segundo nivel, Delfingen suministra a fabricantes mundiales de automóviles como Delphi, Lear, Plastic Omnium, Schaeffler, Sumitomo, Yazaki, etc.

## Histórico
En 1954, Emile Streit, originario de Radelfingen (en el cantón de Berna, Suiza) creó la empresa Sofanou en Anteuil (en Doubs, Francia).
Su hijo, Bernard Streit, se incorporó a la empresa el 11 de agosto de 1973. Asumió la presidencia en 1984 e inició un cambio estratégico: Sofanou pasa de la era artesanal a la era industrial. La empresa se especializa y luego pasa a la extrusión de funda corrugada para la protección de arneses eléctricos de a bordo para la industria automotriz.
La internacionalización comenzó en 1992 con las primeras adquisiciones en el extranjero (en España y Portugal), la empresa también inició su crecimiento en Europa. En 1996, el Grupo cotizó en el Segundo Mercado de la Bolsa de Valores de París, y se establecería en el mercado estadounidense en 1998
Durante la década de 2000, el Grupo extendió su presencia global al norte de África (Túnez y Marruecos), luego a Europa del Este (Eslovaquia, Rumania), América del Sur (Honduras y México) y Asia (Filipinas).
Fue en 2007 cuando Sofanou cambió su nombre a Delfingen, en homenaje a sus orígenes suizos.
A fines de la década de 2000, Delfingen se posicionó en países emergentes con la apertura de un sitio en Brasil, la creación de una oficina de ventas en Shanghái y una fábrica en China. El desarrollo en Asia continuó en 2013: la empresa adquiere Kartar Wire en India y Hengbang en China.
En 2014, Delfingen adquiere las empresas alemanas Langendorf y MBG, y también abre una fábrica en Tailandia.
Al año siguiente, Gérald Streit, hijo de Bernard Streit, que se incorporó al Grupo en 2011, asumió la dirección general de Delfingen. Durante el mismo año, la empresa continuó su expansión en Filipinas, China y el mercado indio.
Durante 2016, Delfingen abre un nuevo sitio de producción en Tánger, Marruecos, así como una cuarta fábrica en China en Chongqing. Delfingen también adquiere el Grupo Drossbach North America con una planta en Trenton (Ontario, Canadá) y un depósito en Stow (Ohio, Estados Unidos).
A finales de 2020, Delfingen se hará cargo de los activos europeos de su principal competidor alemán, Schlemmer GmbH.

## Ubicación
La sede central está en Anteuil, en Franche-Comté.
Delfingen tiene 38 ubicaciones en todo el mundo dedicadas al desarrollo de productos, innovación, producción, logística y marketing, distribuidas en 21 países en 4 continentes: Alemania, Brasil, Canadá, China, Corea, Emiratos Árabes Unidos, España, Estados Unidos, Francia, Honduras, India, Italia, Japón, Marruecos, México, Filipinas, Portugal, Rumanía, Eslovaquia, Tailandia, Túnez.

## Cifras de ventas
Facturación en M€
- Facturación 2022: 420,0 M€
- Facturación 2021: 350,0 M€
- Facturación 2020: 241,9 M€[14]
- Facturación 2019: 230,5 M€[15]
- Facturación 2018: 214,0 M€
- Facturación 2017: 204,0 M€[16]
- Facturación 2016: 175,8 M€[16]
- Facturación 2015: 172,2 M€[16]
- Facturación 2014: 151,7 M€[17]
- Facturación 2013: 124,7 M€[18]
- Facturación 2012: 122,4 M€
- Facturación 2011: 112,5 M€

### Artículos relacionados
- Proveedor automotriz